# Restriktionsfragmentlängenpolymorphismus
Restriktionsfragmentlängenpolymorphismus, abgekürzt RFLP (engl.: Restriction Fragment Length Polymorphism) ist eine Methode zur Ermittlung des genetischen Fingerabdrucks. Dabei werden DNA-Fragmente durch Restriktionsenzyme geschnitten und mithilfe einer Gelelektrophorese ihrer Länge nach geordnet, wodurch zwei verschiedene DNA-Proben miteinander verglichen werden können. 

## Prinzip
Eine Sequenz enthält beispielsweise bei Person 1 eine Schnittstelle für ein Restriktionsenzym, in der Sequenz bei Person 2 kommt diese jedoch nicht vor. Werden nun diese Sequenzen mit einem Restriktionsenzym geschnitten, entstehen bei Person 1 zwei Fragmente und bei Person 2 ein Fragment. Werden nun die Längen der Sequenzen verglichen, kann ein RFLP festgestellt werden, die Fragmente sind unterschiedlich lang, der Locus ist polymorph.

## Eigenschaften
Die RFLP-Methode findet in der Kriminaltechnik oder bei Vaterschaftstests Anwendung. Sie war die erste kostengünstige Methode zum Vergleich der Verwandtschaft zweier Proben, wird aber zunehmend durch andere biochemische Methoden wie die DGGE bzw. TGGE, die Phospholipid-Analyse, die Polymerasekettenreaktion (teilweise mit DNA-Sequenzierung), das RAPD, die STR-Analyse, die SSCP-Analyse oder auch Weiterentwicklungen der RFLP wie AFLP, T-RFLP, ARISA, ARDRA ersetzt. Eine Variante der RFLP mit rDNA ist das Ribotyping.
RFLPs dienen u. a. als genetische Marker bei der Genkartierung, da sie umso wahrscheinlicher zusammen vererbt werden, je näher sie zusammen liegen. Sie werden darüber hinaus auch zur Suche nach Quantitative Trait Loci, also Chromosomenabschnitten mit Einfluss auf die Ausprägung eines quantitativen Merkmals, sowie in Southern Blots genutzt.
Eine speziellere Anwendung ist die T-RFLP (terminale RFLP). Dabei werden die Zielgene in der Polymerase-Kettenreaktion (PCR) mit einem (oder beiden) fluoreszenzmarkierten Primer(n) amplifiziert. Die Amplifikationsprodukte werden mit einem Restriktionsenzym verdaut und durch einen automatisierten Sequenzer analysiert. Dieser detektiert nur die fluoreszierenden Fragmente (also die terminalen). Anwendung findet dies zum Beispiel bei der Bestimmung der Diversität in einer Probe oder für Diversitätsvergleiche entlang eines Gradienten. Anhand der T-RFLP können entsprechend auch Zusammensetzungen von Mikrobiomen verschiedener Lebensräume identifiziert und andere metagenomische Daten ermittelt werden.